# Madhoganj
Madhoganj è una suddivisione dell'India, classificata come nagar panchayat, di 9.861 abitanti, situata nel distretto di Hardoi, nello stato federato dell'Uttar Pradesh.